# Historical Materialism
Materialismo histórico es una revista académica trimestral revisada por pares enfocada en el estudio de la filosofía marxista, el materialismo histórico, la ciencia política, la economía, la sociedad moderna y la historia humana utilizando un enfoque marxista.
La revista, publicada por Brill Publishers, comenzó como un proyecto en la London School of Economics de 1995 a 1998. Actualmente está afiliada a la SOAS University of London. Desde 2008, la revista organiza una conferencia anual y una serie de libros.

## Serie de libros
La serie de libros sobre materialismo histórico fue iniciada por Brill Publishers en 2002. La serie, que suma más de 300 libros en 2024, incluye una mezcla de "monografías originales, textos traducidos y reimpresiones de 'clásicos'" en teoría marxista. Las versiones de bolsillo de los libros de la serie son publicadas por Haymarket Books.